# Durian
Dúrian je užitni sadež več drevesnih vrst, ki pripadajo rodu Durio. Obstaja 30 priznanih vrst Durio, od katerih vsaj devet daje užitno sadje. Durio zibethinus, ki izvira iz Bornea in Sumatre, je edina vrsta, ki je na voljo na mednarodnem trgu. Od leta 1987 ima več kot 300 poimenovanih sort na Tajskem in 100 v Maleziji. Druge vrste se prodajajo v njihovih lokalnih regijah. Duriane običajno povezujejo s kuhinjo jugovzhodne Azije, zlasti v Indoneziji, Maleziji, Singapurju, na Tajskem, v Kambodži, na Filipinih in v Vietnamu.
V nekaterih regijah imenovan za »kralja sadja«, je durian značilen po svoji veliki velikosti, močnem vonju in skorji, prekriti z bodicami. Plod lahko zraste do 30 centimetrov v dolžino in 15 cm v premeru, običajno pa tehta od 1 do 3 kilograme. Njegova oblika je od podolgovate do okrogle, barva lupine je zelena do rjava, meso pa bledo rumeno do rdeče, odvisno od vrste.
Pridobljen okus, nekateri ljudje menijo, da ima durian prijetno sladko dišavo, medtem ko se drugim zdi aroma premočna in neprijetna. Vonj vzbuja reakcije od globoke hvaležnosti do močnega gnusa in je bil različno opisan kot gnila čebula, terpentin in surove odplake. Zaradi obstojnosti njegovega vonja, ki se lahko zadrži več dni, so nekateri hoteli in javne prevozne službe v jugovzhodni Aziji prepovedali to sadje. Britanski naravoslovec iz 19. stoletja Alfred Russel Wallace je njegovo meso opisal kot »bogato kremo, močno aromatizirano z mandlji«. Meso se lahko zaužije na različnih stopnjah zrelosti in se uporablja za aromatiziranje najrazličnejših slanih in sladkih sladic v kuhinjah jugovzhodne Azije. Semena lahko uživamo tudi kuhana.

## Etimologija
Ime durian izhaja iz malajske besede dūrī (kar pomeni »trn«, ki se nanaša na številne bodičaste trne na njegovi skorji, združene s pripono -an za gradnjo samostalnika.  Glede na Oxfordski angleški slovar je bil alternativni zapis durion prvič uporabljen v prevodu Zgodovine velikega in mogočnega kraljestva Kitajske in njenega položaja iz leta 1588 španskega raziskovalca Juana Gonzáleza de Mendoze:
Eden je, v jeziku Malaca se imenuje Durion, in je tako dober, da [...] po okusu presega vse druge, ki so jih kadarkoli videli ali okusili. 
Druge zgodovinske različice vključujejo duryoen, duroyen, durean in dorian. Ime tipske vrste, Durio zibethinus, izhaja iz Viverra zibetha (velika indijska cibetovka), sesalca, znanega po svojem vonju.

## Taksonomija
Durio sensu lato ima 30 priznanih vrst. Durio sensu stricto obsega 24 teh vrst. 6 dodatnih vrst, vključenih v Durio s.l. zdaj nekateri menijo, da sestavljajo svoj rod, Boschia. Durio s.s. in Boschia imata neločljive vegetativne lastnosti in številne skupne značilnosti cvetja. Bistvena razlika med obema je v tem, da se prašnikova mesta odpirajo z apikalnimi porami pri Boschia in z vzdolžnimi režami pri Durio s.s. Ta dva roda tvorita klade, ki je sestrski drugemu rodu v plemenu Durioneae, Cullenia. Ti trije rodovi skupaj tvorijo klade, za katerega so značilni zelo modificirani (mono- in politekati, v nasprotju z bitekati) prašniki.
Nekateri taksonomisti umeščajo rod Durio v družino Bombacaceae, drugi pa v široko opredeljeno Malvaceae, ki vključuje Bombacaceae, tretji pa v manjšo družino samo sedmih rodov Durionaceae.
Durio je pogosto vključen v Bombacaceae zaradi prisotnosti monotekatnih prašnikov, v nasprotju z bitekatnimi prašniki, ki so skupni ostalim slezom (in kritosemenkam na splošno). Vendar pa so prve študije, ki so preučevale filogenijo sleza z uporabo molekularnih podatkov, pokazale, da je treba rod Durioneae uvrstiti v poddružino Helicteroideae razširjene Malvaceae. Avtorji teh študij domnevajo, da so se prašniki monotekat najverjetneje konvergentno razvili v Durioneae in v klade Malvatheca (ki obsega poddružini Malvaceae s.l. Malvoideae in Bombacoideae).
Osnutek analize genoma duriana kaže, da ima približno 46.000 kodirnih in nekodirajočih genov, med katerimi je razred, imenovan methionine gamma-lyases – ki uravnavajo vonj organožveplovih spojin – morda v prvi vrsti odgovoren za izrazit vonj po durianu. Analiza genoma je tudi pokazala, da je najbližji rastlinski sorodnik duriana bombaž.

## Opis
Drevesa duriana so velika in zrastejo do 25–50 metrov v višino, odvisno od vrste. Listi so zimzeleni, eliptični do podolgovati in dolgi 10–18 centimetrov. Cvetovi so v treh do tridesetih grozdih skupaj na velikih vejah in neposredno na deblu, pri čemer ima vsak cvet čašo (čašne liste) in pet (redko štiri ali šest) venčnih listov. Drevesa durian imajo eno ali dve obdobji cvetenja in plodov na leto, čeprav se čas razlikuje glede na vrsto, kultivarje in kraje. Tipično drevo durian lahko obrodi po štirih ali petih letih. Plod duriana lahko visi s katere koli veje in dozori približno tri mesece po opraševanju. Plod lahko zraste do 30 cm v dolžino in 15 cm v premeru in običajno tehta od enega do treh kilogramov. Njegova oblika je od podolgovate do okrogle, barva lupine je zelena do rjava, meso pa bledo rumeno do rdeče, odvisno od vrste. Med tridesetimi znanimi vrstami Durio je bilo ugotovljeno, da jih devet daje užitne plodove: D. zibethinus, D. dulcis, D. grandiflorus, D. graveolens, D. kutejensis, Durio lowianus, D. macrantha, D. oxleyanus in D. testudinarius. Plodovi mnogih vrst niso bili nikoli nabrani ali ustrezno pregledani, zato imajo lahko druge vrste užitne plodove. Durian je po videzu nekoliko podoben nangki, ki ni sorodna vrsta.
D. zibethinus je edina vrsta, ki se komercialno goji v velikem obsegu in je na voljo zunaj svoje izvorne regije. Ker je ta vrsta prostoprašna, kaže precejšnjo raznolikost v barvi in vonju sadja, velikosti mesa in semena ter fenologiji drevesa. V imenu vrste se zibethinus nanaša na indijsko cibetovko Viverra zibetha. Obstaja nesoglasje o tem, ali se to ime, ki ga je podelil Linné, nanaša na cibetovke, ki jim je bil durian tako všeč, da so sadež uporabili kot vabo, da bi jih ujeli ali na durian, ki diši po cibetovki.
Cvetovi duriana so veliki in pernati z obilico nektarja in oddajajo močan, kisel in maslen vonj. Te lastnosti so značilne za rože, ki jih oprašujejo nekatere vrste netopirjev, ki jedo nektar in cvetni prah. Glede na raziskave, izvedene v Maleziji v 1970-ih, so duriane opraševali skoraj izključno jamski netopirji (Eonycteris spelaea); vendar je študija iz leta 1996 pokazala, da sta dve vrsti, D. grandiflorus in D. oblongus, oprašili ptiči (Nectariniidae). ) in drugo vrsto, D. kutejensis, so oprašile medonosne orjaške čebele in ptice ter netopirji.
Nekateri znanstveniki so domnevali, da je bil razvoj monotekatnih prašnikov in večjih cvetov (v primerjavi s tistimi iz preostalih rodov v Durioneae) v kladu, ki ga sestavljajo Durio, Boschia in Cullenia, v povezavi s prehodom od opraševanja s hrošči na opraševanje z vretenčarji.

### Kultivarji
Skozi stoletja so se v jugovzhodni Aziji pojavile številne sorte duriana, razmnožene z vegetativnimi kloni. Včasih so jih gojili z mešanimi rezultati iz semen dreves, ki obrodijo sadje vrhunske kakovosti, zdaj pa se razmnožujejo s plastenjem, markotiranjem ali pogosteje s cepljenjem, vključno s cepljenjem na sadike naključno izbranih podlagah. Različne kultivarje je mogoče do neke mere razlikovati po razlikah v obliki plodov, kot je oblika bodic. Potrošniki duriana dajejo prednost določenim kultivarjem, ki dosegajo višje cene na trgu.

## Gojenje in razpoložljivost
Durian gojijo v tropskih regijah in preneha rasti, ko povprečne dnevne temperature padejo pod 22 °C. Središče ekološke raznolikosti durianov je otok Borneo, kjer se plodovi užitne vrste Durio, vključno z D. zibethinus, D. dulcis, D. graveolens, D. kutejensis, D. oxleyanus in D. testudinarius prodajajo na lokalnih trgih.
D. zibethinus se ne goji v Bruneu, ker imajo tamkajšnji potrošniki raje druge vrste, kot so D. graveolens, D. kutejensis in D. oxleyanus. Te vrste so običajno razširjene v Bruneju in skupaj z drugimi vrstami, kot sta D. testudinarius in D. dulcis, predstavljajo genetsko raznolik vir pridelkov.
Čeprav durian ni avtohton na Tajskem, je Tajska uvrščena na prvo mesto po izvozu duriana na svetu, saj proizvede okoli 700.000 ton na leto, od tega se 400.000 ton izvozi na celinsko Kitajsko in v Hong Kong. Sledita Malezija in Indonezija, ki proizvedeta vsaka približno 265.000 ton. Chantaburi na Tajskem ima vsako leto v začetku maja svetovni festival duriana. Ta provinca je odgovorna za polovico proizvodnje duriana na Tajskem. Regija Davao je največji proizvajalec sadja na Filipinih, saj pridela 60 % vsega sadja v državi. Festival Kadayawan je letno praznovanje duriana v mestu Davao.
Durian je bil v Avstralijo vnesen v zgodnjih 1960-ih, klonski material pa je bil prvič uveden leta 1975. Več kot trideset klonov D. zibethinus in šest drugih vrst Durio je bilo pozneje vnesenih v Avstralijo. Največji uvoznik je Kitajska, ki je leta 1999 kupila 65.000 ton, sledita ji Singapur s 40.000 tonami in Tajvan s 5000 tonami. Istega leta so ZDA uvozile 2000 ton, večinoma zamrznjenih, Evropska skupnost pa 500 ton. Zaradi vse večje priljubljenosti duriana na Kitajskem se je cena v štirih letih dvignila do 20-krat na trgu, ki je bil leta 2018 vreden skoraj 400 milijonov funtov. Malezija je s Kitajsko izpogajala dogovor o izvozu celega zamrznjenega sadja od leta 2019 naprej na Kitajsko, prej je imela samo Tajska dovoljenje za izvoz celega sadja na Kitajsko.
Durian je sezonsko sadje, za razliko od nekaterih drugih nesezonskih tropskih sadežev, kot je papaja, ki so na voljo skozi vse leto. V polotoški Maleziji in Singapurju je sezona durianov običajno od junija do avgusta, kar sovpada s sezono mangostana.
Cene durianov so visoke zaradi sprememb po obiranju in kratkega roka uporabnosti pri normalnih temperaturah. V Singapurju leta 2007 je veliko povpraševanje po visokokakovostnih kultivarjih, kot sta D24 (Sultan) in Musang King (Mao Shan Wang), povzročilo visoke maloprodajne cene. Užitni del sadeža, znan kot aril in običajno imenovan »meso« ali »pulpa«, predstavlja le približno 15–30 % mase celotnega sadeža. Do leta 2018 so kmetje Musang King opazili zelo velika zvišanja cen, ki so jih prejeli, zaradi česar je sadje veliko bolj donosno kot palmovo olje ali kavčuk. To je povzročilo povečanje nasadov duriana.

## Uporaba

### V kulinariki
Sadje duriana se uporablja za aromatiziranje najrazličnejših sladkih jedi, kot so tradicionalni malajski bonboni, ledeni kacang, dodol, lempuk, rožnati piškoti, sladoled, milkshake, mesečne torte, božični kruh in kapučino. Es durian (sladoled iz duriana) je priljubljena sladica v Indoneziji, ki se prodaja na uličnih stojnicah v indonezijskih mestih, zlasti na Javi. Pulut Durian ali ketan durian je lepljiv riž, poparjen s kokosovim mlekom in postrežen z zorjenim durianom. V Sabahu je rdeči durian ocvrt s čebulo in čilijem ter postrežen kot priloga. Durian z rdečim mesom se tradicionalno dodaja sayurju, indonezijski juhi iz sladkovodnih rib. Ikan brengkes tempoyak je riba, kuhana v omaki na osnovi duriana, tradicionalna na Sumatri. Iz posušenega durianovega mesa se lahko naredi kripik durian (durianov čips).
Tempoyak se nanaša na fermentiran durian, običajno narejen iz duriana slabše kakovosti, neprimernega za neposredno uživanje. Tempoyak lahko uživamo tako kuhanega kot nekuhanega, običajno ga jemo z rižem in ga lahko uporabimo tudi za pripravo karija. Sambal Tempoyak je malajska jed iz fermentiranega sadja duriana, kokosovega mleka in zbirke začinjenih sestavin, znanih kot sambal. Na Malajskem polotoku in Sumatri se lahko som Pangasius kuha bodisi kot tempoyak ikan patin (riba v kariju tempoyak) bodisi kot brengkes (pais) tempoyak, ki je na pari kuhana fermentirana durianova pasta v posodi iz bananinih listov.
Na Tajskem durian pogosto jedo svež s sladkim lepljivim rižem, na tržnicah pa prodajajo bloke durianove paste, čeprav je velik del paste ponarejen z bučo. Nezrele duriane lahko kuhamo kot zelenjavo, razen na Filipinih, kjer so vse uporabe sladke in ne slane. Malezijci iz duriana delajo sladke in soljene konzerve. Ko je durian mlet s soljo, čebulo in kisom, se imenuje boder. Semena duriana, ki so velika kot kostanj, se lahko uživa ne glede na to, ali so kuhana, pražena ali ocvrta v kokosovem olju, s teksturo, ki je podobno taroju ali jamu, vendar bolj lepljivo. Na Javi semena narežejo na tanke rezine in kuhajo s sladkorjem kot slaščico. Nekuhana semena duriana so potencialno strupena zaradi ciklopropenskih maščobnih kislin in se jih ne sme zaužiti.
Mlade liste in poganjke duriana občasno kuhajo kot zeleno. Včasih se pepel sežgane skorje doda posebnim kolačem. V provinci Severna Sumatra v Indoneziji in Sarawaku v Maleziji jedo cvetne liste cvetov duriana, medtem ko se na Moluških otokih lupina plodov duriana uporablja kot gorivo za prekajevanje rib. Nektar in cvetni prah durianove rože, ki ju nabirajo čebele, je pomemben vir medu, vendar značilnosti medu niso znane.
- Durian kruh in sladkarije
- Durian sladoled v Singapurju
- Durianova torta iz dodola z okusom duriana, tradicionalne indonezijske sladkarije
- Durian Keju Bollen, pecivo, polnjeno s sirom in durianovo kremo v Bandungu, Zahodna Java, Indonezija
- Durianova palačinka v Indoneziji
- Durian torte iz Pontianaka, Zahodni Kalimantan, Indonezija
- Durianove pastile (durianov bonbon) s Filipinov

## Izvor in zgodovina
Izvor duriana naj bi bil v regiji Borneo in Sumatra, z divjimi drevesi na Malajskem polotoku in sadovnjaki, ki se običajno gojijo v široki regiji od Indije do Nove Gvineje. Pred štiristo leti so z njim trgovali po današnjem Mjanmaru, aktivno pa so ga gojili predvsem na Tajskem in v Južnem Vietnamu.
Najzgodnejša znana evropska omemba duriana je zapis Niccolòja de' Contija, ki je v 15. stoletju potoval v jugovzhodno Azijo. Prevedeno iz latinščine, v kateri je Poggio Bracciolini zapisal de Contijeva potovanja: »Oni [prebivalci Sumatre] imajo zeleni sadež, ki ga imenujejo durian, velik kot lubenica. V notranjosti je pet stvari, kot so podolgovate pomaranče, ki spominjajo na gosto maslo, z kombinacija okusov.« Portugalski zdravnik Garcia de Orta je opisal duriane v Colóquios dos simples e drogas da India, objavljenem leta 1563. Leta 1741 je bil objavljen Herbarium Amboinense nemškega botanika Georga Eberharda Rumphiusa, ki je zagotovil najbolj podroben in natančen opis durianov že več kot stoletje. Rod Durio ima zapleteno taksonomijo, ki je videla odštevanje in dodajanje številnih vrst, odkar ga je ustvaril Rumphius. V zgodnjih fazah taksonomskega preučevanja je prišlo do zmede med durianom in kislico (Annona muricata), saj sta obe vrsti imeli trnasto zeleno sadje. Malajsko ime za soursop je durian Belanda, kar pomeni nizozemski durian. V 18. stoletju je Johann Anton Weinmann menil, da durian pripada Castaneae, saj je bil njegov plod podoben divjemu kostanju.
D. zibethinus so v Cejlon vnesli Portugalci v 16. stoletju in je bil pozneje večkrat ponovno uveden. Sadijo ga v Ameriki, vendar omejeno na botanične vrtove. Prve sadike so bile poslane iz Kraljevih botaničnih vrtov v Kewu Augustu Saint-Arromanu iz Dominike leta 1884.
V jugovzhodni Aziji so durian stoletja gojili po vaseh, verjetno od poznega 18. stoletja, komercialno pa od sredine 20. stoletja. V My Tropic Isle avstralski pisatelj in naravoslovec Edmund James Banfield pripoveduje, kako mu je v začetku 20. stoletja prijatelj iz Singapurja poslal seme duriana, ki ga je posadil in skrbel zanj na svojem tropskem otoku ob severni obali Queenslanda.
Od zgodnjih 1990-ih se je domače in mednarodno povpraševanje po durianu v regiji Združenja držav jugovzhodne Azije (ASEAN) znatno povečalo, deloma zaradi vse večjega bogastva jugovzhodne Azije.
Leta 1949 je britanski botanik E. J. H. Corner objavil The Durian Theory, or the Origin of the Modern Tree. Njegova teorija je bila, da se je endozoohorija (privabljanje živali, da prenašajo semena v želodec) pojavila pred katero koli drugo metodo razširjanja semen in da so bili primitivni predniki vrste Durio prvi, ki so uporabljali to metodo razširjanja, zlasti rdečega duriana (D. dulcis), ki ponazarja primitivni plod cvetočih rastlin. Vendar pa v novejših območjih Durioneae, rodu, v katerega sodijo Durio in njegovi sestrski taksoni, mesnati plodovi in bodičasti plodovi izhajajo iz klada. Nekateri rodovi imajo te lastnosti, drugi pa ne. Najnovejši molekularni dokazi (na katerih temelji najnovejši, dobro podprt opis Durioneae torej zavračajo Cornerjevo teorijo o durianu.